# Анютино (Мордовия)
Анютино — упразднённая в 2009 году деревня в Ардатовском районе Мордовии России. Входила в состав Луньгинско-Майданского сельского поселения.

## География
Располагалась на правом берегу реки Алатырь, в 4 км к северо-западу от села Луньгинский Майдан.

## История
В «Списке населённых мест Симбирской губернии» (1863 г.) Анютино значится сельцом владельческим из 15 дворов Ардатовского уезда.
Упразднена 26 мая 2009 года.

## Население
| 2002 |
| ---- |
| 2    |